# Dreifaltigkeitsring

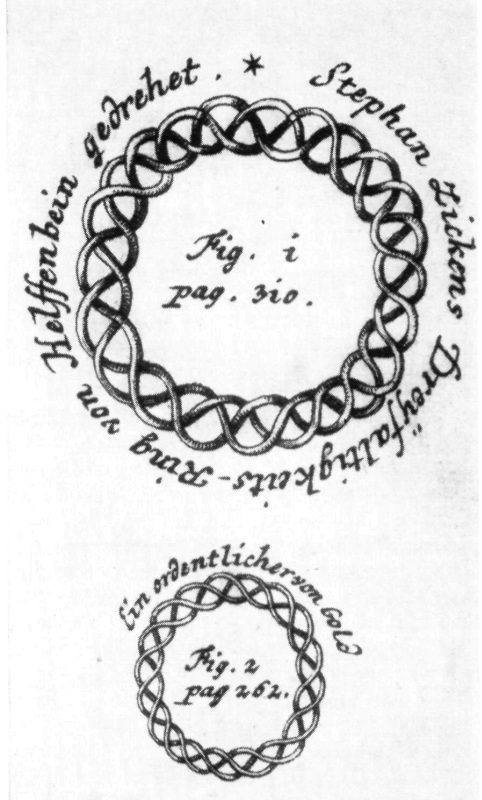
Dreifaltigkeitsring aus Elfenbein von Stephan Zick, Nürnberg, vor 1715 (oben), darunter als Goldschmiedearbeit. Kupferstich aus Doppelmayr, Historische Nachricht, Nürnberg 1730.

Als Dreifaltigkeitsringe werden Kunstkammerstücke in Form einer ringförmigen, dreifachen Schraubenlinie ohne Anfang und Ende bezeichnet. Sie haben einen Durchmesser von 3 bis 8 cm, scheinen aus drei ineinander verschlungenen Reifen zu bestehen, bilden in Wahrheit aber ein einziges, durchlaufendes Band. Bekannte Exemplare stammen aus dem 17. bis frühen 19. Jahrhundert.
Ideeller Hintergrund dieser Werke war eine sinnfällige Veranschaulichung der Dreifaltigkeit gemäß der christlichen Gottesvorstellung. Doch wurden sie kaum zu lehrhaften oder anderen praktischen Zwecken hergestellt, sondern als kostbare kunsthandwerkliche Sonderleistungen in den Kunst- und Wunderkammern des Adels und reicher Bürger präsentiert. Die Geschicklichkeit des Kunsthandwerkers bestand darin, die Stränge so zu fertigen, dass sie sich nicht berührten; an den Metallringen durften Verlötungen nicht erkennbar sein, die Elfenbeinringe mussten aus einem Stück geschnitzt oder gedrechselt sein.

## Geschichte
Erste Dreifaltigkeitsringe sollen um 1640 in Berchtesgaden gezeigt worden sein, um 1670 wurden solche von Nürnberger Goldschmieden gefertigt. Die wenigen erhaltenen Exemplare bestehen allerdings meist aus Elfenbein und stammen aus dem 18. Jahrhundert. Im 19. Jahrhundert, mit dem Niedergang der Kunstdrechselei, die jetzt als unnatürlich und manieriert angesehen wurde, verschwand die handwerkliche Fertigkeit und das Interesse des Publikums auch für die Dreifaltigkeitsringe.

## Symbolik
Sigmund von Birken, auf den wohl auch der Begriff zurückgeht, beschrieb in mehreren Gedichten ihre symbolische Bedeutung:

Schau hier der Gottheit Bild ist Eines und doch Drey

ist Drey und Eines / doch kein Anfang ist dabey / Die Runde weiset dir / daß Sie ohn Ende sey.

Drey Ringe du in Einem siehest / und keiner rührt den andern an:

Da dieses (ob du dich bemühest) / nicht dein Verstand erreichen kan:

Darffst du dich dann deß Fragen zeihen / wie GOtt kan Eines seyn in Dreyen?
Abzugrenzen ist der Begriff des Dreifaltigkeitsrings von jenen Schmuckstücken, die aus drei einzeln gearbeiteten, wellig ineinandergreifenden Fingerringen bestehen und zum Beispiel von Cartier seit 1924 auch als „Trinity-Ring“ angeboten werden.

## Verbreitung
Während metallene Dreifaltigkeitsringe nur aus den Schriftquellen bekannt sind, wurden die meisten späteren Beispiele des 18. Jahrhunderts aus Elfenbein hergestellt. Auch wenn sie oft in eigens für sie gedrechselten Dosen aufbewahrt wurden, sind die fragilen Objekte, von denen berichtet wird, vielfach zerstört und verloren gegangen.
Ein Exemplar, das der schwedische Feldmarschall Magnus Stenbock während seiner Festungshaft in Kopenhagen drechselte, hat sich auf Schloss Rosenborg erhalten.
Mehrere Stücke, wohl von Stephan Zick, befanden sich im Germanischen Nationalmuseum Nürnberg.
Ein Exemplar von 1752 besitzt das Museum in Schwerin, eines aus dem Jahr 1825 von der Hand des Bremer Drechslers Johann Mindermann (1764 bis nach 1826), der bei Lorenz Spengler in Kopenhagen gelernt hatte, befindet sich heute im Focke-Museum Bremen.